# Federação Internacional de Hóquei
A Federação Internacional de Hóquei (FIH) é a entidade que administra e regulamenta a prática do hóquei em campo e do hóquei de sala em todo o mundo, foi criada em 7 de janeiro de 1924 em Paris, na França, desde 2005 sua sede fica em Lausanne, na Suíça.

## Filiados por continente
|  |  | África: 17 América: 26 Ásia: 30 Europa: 45 Oceania: 9 |